# Desplazamiento (psicoanálisis)
El desplazamiento es un mecanismo de defensa inconsciente en que la mente redirige algunas emociones de un objeto y/o representación psíquica que se percibe como peligroso o inaceptable, a uno aceptable.
Desde el punto de vista del psicoanálisis, Laplanche & Pontalis lo definen como sigue:

Consiste en que el acento, el interés, la intensidad de una representación puede desprenderse de ésta para pasar a otras representaciones originalmente poco intensas, aunque ligadas a la primera por una cadena asociativa.

Este fenómeno, que se observa especialmente en el análisis de los sueños, se encuentra también en la formación de los síntomas psiconeuróticos y, de un modo general, en toda formación del inconsciente.

La teoría psicoanalítica del desplazamiento recurre a la hipótesis económica de una energía de catexis susceptible de desligarse de las representaciones y deslizarse a lo largo de las vías asociativas.

El «libre» desplazamiento de esta energía constituye una de las principales características del proceso primario, que rige el funcionamiento del sistema inconsciente.

El mecanismo de defensa del desplazamiento es muy habitual en la vida cotidiana. Podemos verlo cuando un hombre descarga injustificadamente su agresividad en la familia, porque ese día su jefe le ha humillado en el trabajo. La rabia inconsciente hacia el jefe la descarga en algún miembro de la familia, aunque no haya ninguna justificación. El desplazamiento puede aparecer también en las fobias simples o específicas donde el individuo traslada una emoción inconsciente y temida hacia el objeto fóbico, en el cual condensa todo su miedo, pero puede evitar el contacto con el mismo.